# Llista de patriarques de l'Església Assíria d'Orient

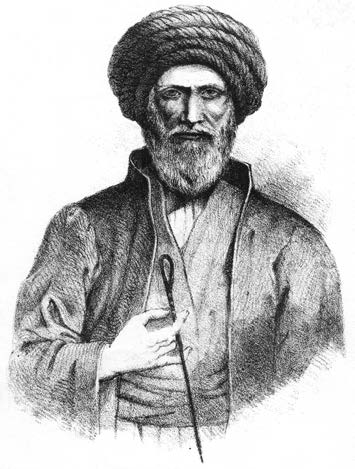
Patriarca Shimun XVII Abraham (1820-1861)

Aquesta és una llista dels patriarques-catolicós de l'Església Assíria d'Orient. El patriarca és el cap de l'Església Assíria d'Orient, que representa la continuació tradicionalista de l'antiga Església d'Orient.
Durant el període comprès entre mitjans del segle xvi i principis del segle xix, que va estar marcat per profundes divisions internes, la branca tradicionalista de l'Església d'Orient va estar representada inicialment per la línia de patriarques d'Eliya, que residia al monestir de Rabban Hormizd, prop d'Alqosh, i més tard també per la línia de patriarques de Shimun, que residia a Qudshanis, inicialment unida a Roma, però que al segle xvii hi va trencar. El 1804, l'últim patriarca de la línia d'Eliya va morir sense successor, la qual cosa va permetre que el patriarca Shimun XVI (1780-1820). de la línia de Shimun o de Qodshanis, esdevingués l'únic primat de tota la branca tradicionalista de l'Església d'Orient.

## Llista de patriarques tradicionalistes d'ambdues línies
| 1. Línia d'Eliya Amb seu al monestir de Rabban Hormizd, a prop d'Alqosh - Eliya VI bar Giwargis(1558-1591) - Eliya VII (1591-1617) - Eliya VIII Shimun (1617-1660) - Eliya IX Yuhannan Maraugin (1660-1700) - Eliya X Maraugin (1700-1722) - Eliya XI Dinkha (1722-1778) - Eliya XII Ishoyahb d'Alqosh (1778-1804) | 2. Línia de Shimun Tradicionalista des del segle xvii, amb seu a Qudshanis - Shimun X Eliyah (1600-1638) - Shimun XI Eshuyow (1638-1656) - Shimun XII Yoalaha (1656-1662) - Shimun XIII Dinkha (1662-1700) - Shimun XIV Shlemon (1700-1740) - Shimun XV Maqdassi Mikhail (1740-1780) - Shimun XVI Yohannan (1780-1820) |

## Llista de patriarques des de 1804
La seu patriarcal va romandre a Qudshanis.
- Shimun XVI Yohannan (1780-1820);[15][16] des de 1804, únic patriarca tradicionalista
- Shimun XVII Abraham (1820-1861)[15][16]
- Shimun XVIII Rubil (1861-1903)[15][16]
- Shimun XIX Benjamin (1903-1918);[16] a causa del Sayfo, el 1915 la seu patriarcal es trasllada a Urmia i Salmas, a Pèrsia, fins al seu assassinat el 1918; d'aquest manera es va trencar amb la naturalesa multinacional de l'Església de l'Orient, deixant molts bisbes no assiris aïllats en diferents parts del món, que van preservar les seves Esglésies d'Orient independents de manera autònoma
- Shimun XX Paulos (1918–1920);[16] la seu patriarcal es trasllada a Mossul, Iraq
  - Locum Tenens:
    - Yosip Khnanisho (coadjutor) (1918-1920)
    - Mar Abimalek Timotheus (coadjutor) (1920)
- Shimun XXI Eshai (1920-1975);[16] forçat a l'exili el 1933 i, per tant, la seu patriarcal es va traslladar temporalment a Xipre abans de traslladar-se a Chicago, Illinois, el 1940, i finalment a San Francisco, Califòrnia. Va acabar amb el patriarcat hereditari. Va canviar el nom de l'Església pel d'Església Assíria de l'Orient, canvi que, juntament amb altres reformes, van dur a la secessió de l'Església Antiga d'Orient. Va dimitir el 1973, encara que extraoficialment encara va romandre com a patriarca. Va ser assassinat a San José, Califòrnia, posant fi a la línia de Shimun, de 658 anys
- Dinkha IV (17 d'octubre de 1976 - 26 de març de 2015);[16] primer patriarca elegit canònicament des de 1600; consagrat i entronitzat el 17 d'octubre de 1976 a l'Església de Sant Bernabé, Londres, Regne Unit; va traslladar la seu patriarcal a Chicago, Illinois, el 1980, després de viure temporalment a Teheran, Iran
  - Locum Tenens: Aprem Mooken (26 de març de 2015 - 18 de setembre de 2015)
- Gewargis III (18 de setembre de 2015 - 6 de setembre de 2021); elegit patriarca-catolicós pel Sant Sínode de l'Església Assíria d'Orient el 18 de setembre de 2015; consagrat i entronitzat el 27 de setembre de 2015 a l'Església Catedral de Sant Joan Baptista, Erbil, Iraq; va renunciar a la seu patriarcal el 6 de setembre de 2021
- Awa III (13 de setembre de 2021 - actualitat); elegit patriarca-catolicós pel Sant Sínode de l'Església Assíria d'Orient el 8 de setembre de 2021; consagrat i entronitzat el 13 de setembre de 2021, en la festa de la Santa Creu, a l'església catedral de Sant Joan Baptista, Erbil, Iraq